# Кладбище Шато (Ницца)
Кладбище Шато (фр. Cimetière du Château) — кладбище, расположенное на холме Шато в Ницце (Приморские Альпы).

## Описание
Было создано в 1783 год на месте старой крепости, построенной ещё в XVI веке и разрушенной войсками Людовика XIV в 1706 году. Его появление было вызвано запретом, выданным патентной грамотой короля Сардинии Виктора-Амедея III от 24 июня 1783 года, на захоронение умерших в церквях королевства. Это решение последовало за решением епископа Ниццы Шарля Вальперги де Мальоне в 1782 году.
Имеет площадь 14 000 м2 — третье по величине кладбище в Ницце. Насчитывает 2800 могил. Восемь скульптур, украшающих могилы, были отмечены Римской премией. Стиль гробниц весьма разнообразен, самые старые, датированные началом XIX века, выполнены в неоклассическом стиле и имитируют римские саркофаги. Рядом со входом на кладбище находится часовня Святой Троицы, построенная в 1935 году по проекту архитектора Франсуа Арагона. С территории кладбища открывается живописный вид на город: восток, запад и север, холмы Ниццы и Средиземное море. Сохранились некоторые участки массивных стен древней крепости.
К христианскому кладбищу с юга примыкает еврейское кладбище, могилы которого, в отличие от христианского, по большей части простые и сдержанные. У входа установлен кенотаф в честь жертв Холокоста в Ницце.

## Персоналии
См. также: Похороненные на кладбище Шато (Ницца)
Люди, похороненные на кладбище Шато, принадлежат к разным социальным слоям. Это и городская аристократия, и простолюдины, а также иностранцы; из русских:
- Александр Иванович Герцен (1812—1870); был перезахоронен с кладбища Пер-Лашез и погребён рядом с могилой жены
- Михаил Иванович Венюков (1832—1901)
- Александр Яковлевич Фриде (1823—1894)
- Евдокия Матвеевна Оболенская (?—1857), бывшая жена К. П. Оболенского

На еврейском участке кладбища был перезахоронен с кладбища Монпарнас, согласно желанию его дочери Анны, Рене Госинни.